# Christian Krohg
 Der er flere personer med dette navn, se Christian Krohg (flertydig).
Christian Krohg (født 13. august 1852 i Vestre Aker, død 16. oktober 1925 i Oslo) var en norsk maler, forfatter og journalist. Han var søn af Georg Anton Krohg.
Krohg blev uddannet i Tyskland og arbejdede i Paris fra 1881 til 1882. Inspireret af
realismens tænkere valgte han hovedsagelig motiver fra hverdagslivet, ofte fra socialt svagere stillede i samfundet. Særlig kendt er hans malerier af prostituerede, især »Albertine i politilægens venteværelse« vist første gang 22. marts 1886 i Den frisindede Studenterforening og blev færdigmalet udstillet 11. marts 1887 i Teknikens Store Sal i Rådhusgata i Oslo.
Han skrev en roman om samme emne, Albertine (1886) . Bogen vakte stor opsigt og blev beslaglagt af politiet dagen efter udgivelsen (20. december 1886).
Krohgs kraftige og ligefremme stil gjorde ham til en af de førende skikkelser i skiftet fra
romantikken til Naturalisme, som er karakteristisk for norsk kunst i denne periode. Gennem sine ophold i Skagen, hvor han ankom første gang i 1879, fik han betydning for Anna og Michael Ancher.
Krohg var journalist på Verdens Gang 1890–1910. Krohg var den første professor og direktør ved Statens kunstakademi (1909–25).

## Malerier
- Christian Krohg, Mor og barn, 1883, Nasjonalgalleriet
- 17. maj 1893
- Leif Eriksøn opdager Amerika (1893)
- Den islandske skjaldedigter Snorri Sturluson som selvportræt af kunstneren